# Catahoula Cur
O Catahoula Cur, também conhecido como Cão leopardo de Catahoula, é uma raça de cão de origem norte-americana, que surgiu próximo à Catahoula Parish, no estado da Louisiana. É uma raça conhecida por sua facilidade em escalar árvores e pela habilidade na caça. Depois de tornar-se o cão símbolo do estado de Louisiana em 1979, seu nome foi oficialmente mudado para "Louisiana Catahoula Leopard dog". A raça é muitas vezes referida como "Hound Catahoula" ou "Catahoula Leopard Hound", embora não seja um verdadeiro Hound, mas na verdade um Cur. Ele também é chamado de "Catahoula Hog Dog", refletindo seu uso tradicional na caça de javalis.